# 历史地区
历史地区或历史区域（英语：Historical region）是指一片用以研究分析特定时代-文化的社会发展，但不受现代政治、经济及社会影响的地理区域。
这种观点的基本准则是基于更古老的社会及心理结构的存在，相比为现代世界观所束缚甚至遮蔽的认知，其对个人的空间-社会认同造成了更大影响，例如将焦点集中于民族国家。

对历史地区的定义有许多，历史地区可包括大区域（macroregion，如欧洲）、传统国家的领土或更小的小区域（Microregion）。在欧洲，历史区域的认同多自大迁徙时代便形成了，但现代观点上的历史地区一般与1918-1920年间或是冷战的后各国的领土变化相关。
有些历史地区是完全被构建出来的，如1902年军事战略家马汉创造的中东，用来表示波斯湾一带的地区。

## 延伸阅读
- Sven Tägil, (ed.), Regions in Central Europe: The Legacy of History, C. Hurst & Co. Publishers, 1999
- Marko Lehti, David James Smith, Post-Cold War Identity Politics: Northern and Baltic Experiences, Routledge, 2003 ISBN 0-7146-5428-0
- Compiled by V. M. Kotlyakov, A. I. Komarova, Elsevier's dictionary of geography: in English, Russian, French, Spanish, German, Elsevier, 2006 ISBN 0-444-51042-7
- Martin W. Lewis, Kären Wigen, The Myth of Continents: A Critique of Metageography, University of California Press, 1997 ISBN 0-520-20743-2